# يوسف بن راشد آل الشيخ مبارك
يوسف بن راشد بن عبد اللطيف آل الشيخ مبارك (24 ديسمبر 1900 - 30 يوليو 1995 / 3 رمضان 1318 هـ - 3 ربيع الأول 1416 هـ)، فقيه مالكي ومؤرخ سعودي.
ولد في مدينة الزبير بجنوبي العراق إثناء اقامة عائلة هناك. ونشأ في الأحساء ودرس على عمه إبراهيم بن عبد اللطيف آل مبارك وفي الكويت درس بالمدرسة المباركية، وقرأ في بغداد على إبراهيم بن محمد الراوي، وأجيز منه بالرواية عنه. تنقل بين عدة مناصب في التعليم والشؤون الدينة مختلفة في بلدان الخليج. وفي وطنه عمل مستشارًا لمدة إثنا عشر عامًا في شركة أرامكو، عيّن أستاذًا غير متفرغ بجامعة الملك فيصل بالأحساء في 1982. اشتهر بمعلوماته تاريخية وجغرافية عن شرق الجزيرة العربية و كان له مكتبة نفيسة تتميز بما فيها بعض المخطوطات النادرة.

## سيرته
ولد يوسف بن راشد بن عبد اللطيف بن مبارك بن علي التميمي الأحسائي في يوم 3 رمضان 1318/ 24 ديسمبر 1900 في مدينة الزبير بجنوبي العراق إثناء اقامة عائلة هناك. عاد والده إلى الأحساء ودرس يوسف بها على عمه إبراهيم بن عبد اللطيف آل الشيخ مبارك ثم سافر إلى الكويت في 1327هـ/ 1909م ودرس بالمدرسة المباركية، ومن هناك رحل إلى العراق، وقرأ في بغداد على إبراهيم بن محمد الراوي، وأجيز منه بالرواية عنه.

عاد إلى الأحساء في 1340 هـ/ 1921 م وعمل مدرّسًا بمدرسة دينية. سافر إلى إمارة دبي في 1342 هـ/ 1923 م وعمل مرشدًا دينيًا حتى 1350 هـ/ 1931 م، ثم تنفل في سوريا وإيران ومصر واستقر بالبحرين وذلك فيما بين عامي 1354 هـ/ 1935 م - 1358 هـ/ 1939 م وعمل إمامًا ومرشدًا فيها بمسجد السوق بمدينة المنامة (جامع محمد بن جمعان)، وبعد عودته إلى وطنه عيّن مدرّسًا بمدينة الهفوف ثم بالمبرز في 1362 هـ/ 1943 م مديرًا لمدرسته الأولى حتى 1369 هـ/ 1949 م. ثم أعيد إلى الهفوف عام 1373 هـ/ 1953 م، وعمل مرشدًا دينيًا، وفي سنة 1382 هـ/ 1962 م أسند إليه علي بن عبد الله آل ثاني إنشاء مكتبة في حي الصالحية بمدينة الهفوف والإشراف عليها كان اسمها «المكتبة القطرية بالأحساء». وعمل أيضًا مديرًا لمكتبة التراث والآثار من قبل إدارة الآثار بدولة الإمارات العربية المتحدة. عمل مستشارًا لمدة إثنا عشر عامًا في شركة أرامكو، وفي عام 1403 هـ/ 1982 م عيّن أستاذًا غير متفرغ بجامعة الملك فيصل بالأحساء.

توفي يوم الخميس 3 ربيع الأول 1416/ 30 يوليو 1995.

## جوائزه وتكريمه
- 1992م/ 1413هـ: تكريمه في ثلاثائية المغلوث الأحسائية تقديرًا له لخدماته علمية.[3]

## مؤلفاته
- تاريخ الأحساء
- مختارات من الشعر القديم

وله بحوث عن الأسر الأحساء، نشر بعضًا منه في مجلة العرب لحمد الجاسر.